# 守永七彩
守永七彩（日语：／ Morinaga Nanase，1998年5月12日— ），日本女性偶像，女性偶像組合Party Rockets GT的成員。於埼玉縣出身。所屬事務所為「Spices」（スパイス）。

## 生平
守永在2011年12月8日開始上演的舞台劇《冬椿》中登場。
2012年1月27日，守永推出了首部寫真DVD《我的太陽》（ボクの太陽），之後在秋葉原出席了此作的發售紀念活動。2月4日，她在電影《精灵夜曲》（精霊夜曲 ～最も古い首つりの木～）當中登場。3月16日，她於沖繩拍攝的寫真DVD《才不是孩子……！～混杂的情感～》（子供じゃないもん…！　～ハイブリットな想い～）公開。4月28日至30日，她出演了舞台劇《睡衣de打擾了？》（ぱぢゃまdeおじゃま？ ～香洲女子寮物語～）。5月30日，她推出了第三部寫真DVD《七彩 -七種顔色-》（七彩―なないろ―），於當中首度以扮演貓咪的姿態登場。11月23日，她推出了寫真DVD《我的太陽 ～我回來了～》（ボクの太陽　～ただいま～）。
同年8月11日，她出席了寫真DVD《MIU》的發售紀念活動。9月29日，她在身穿橙色泳衣的情況下拍攝部分場景的寫真DVD《14才公主》（14才のプリンセス）開售。10月11日至14日，她出演了舞台劇《夫妇Gips计划》（夫婦Gipsプログラム）。11月1日至4日，她在舞台劇《和你在星空中画出未来的那一天》（キミと星空に未来を描いた日）中登場。12月7日，她跟其他年少偶像一起共演的電影《心跳不已水少女2》（ときめきウォーターガール2）開售，在當中飾演擅於游泳的運動員。
2013年5月25日，守永宣布跟其他偶像一起結成偶像組合「Whoop!e whoop!e」，同日發佈了單曲CD《Jin☆Jin》。7月19日，《心跳不已水少女》推出了第三部作品，守永同樣有在當中出演。11月2日，該一組合推出了第2張守永有份獻唱的單曲《森巴大作戰！》（サンバ大作戦！）。同月22日，她的寫真DVD《與你相戀5cm》（君との恋は5センチメートル）開售。當中內容為她在山梨县和茨城縣拍攝的。
2014年4月19日，Whoop!e whoop!e推出了單曲《Ska！與motion》（スカッ！とモーション）。5月25日則推出單曲《IT's ALL RIGHT!!!》。守永同樣有在上述作品中參唱。
2015年10月8日，她宣布跟堀尾步美一起加入偶像組合「Party Rockets」，並在當中以「NANASE」的名義活動。4日後，該一組合宣布改名為「Party Rockets GT」。2019年8月，Party Rockets GT宣佈將於2020年2月停止活動。而守永則打算在停止活動後專注於學業和求職上。

## 人物
守永喜歡唱卡拉OK，擅長跳舞和擺姿勢。她擅長的科目為技術、家政、體育。她在初二時表示自己的學習成績一般。

## 外部連結
- SPICE inc web site （页面存档备份，存于）
- NANASE@パティロケGT的X（前Twitter）
- Party Rockets GT official Blog （页面存档备份，存于）
- 守永七彩オフィシャルブログ「毎日が七色に輝く★」 （页面存档备份，存于）
- Whoop!e whoop!e オフィシャルブログ （页面存档备份，存于）
- キャラッツ撮影会 守永七彩プロフィール （页面存档备份，存于）
- NANASEch『なぁーまじ配信中』 （页面存档备份，存于）